# 独身SaYoNaRa! バチェラー・パーティ
『独身SaYoNaRa! バチェラー・パーティ』（Bachelor Party）は、1984年のアメリカ合衆国のコメディ映画。トム・ハンクス主演。プロデューサーのボブ・イズラエルのために、ロン・モーラーと友人たちによって開かれた実際のバチェラー・パーティーの様子をモデルとしており、本作に参加している何名かのキャストとスタッフはそのパーティに出席していた。日本ではソフト発売時に『バチェラー・パーティ』と改題された。

## ストーリー
聖ガブリエル小学校のスクールバス運転手として働いている軽薄な男のリック・ガスコは、小学校からの友だちで独身仲間だった子供写真センターで働く巨乳好きのジェイ・オニール、自動車修理工のルディ、コンサートチケット販売店に勤めるゲイリー、レストランのウェイターのライコを集めて自身の結婚を報告する。ゲイリーたちはリックが独身でなくなることに嫉妬からケチをつけるなか、ジェイは彼を祝福すべきだと皆をなだめる。その言葉を聞いた皆はリックを祝福し、彼を盛大に送り出すためバチェラー・パーティを開催することを提案する。そのころリックの婚約者で衣料品店で働くデビー・トンプソンは、2年間付き合った元彼のコールと別れた後リックと恋人関係になり、両親に反対されながらも結婚を決めたことを同僚に話していた。
夜デビーにバチェラー・パーティのことを話したリックは、他の女性に浮気をしないよう釘を刺される。翌日医者の兄スタンをバチェラー・パーティへと誘ったリックは、彼から妻のティナには秘密にするよう言われるが直後に口を滑らしてしまう。そしてデビーとともに彼女の両親とテニスをした後、父親のエドから娘と結婚するのならば今までの自分の生き方を見直して心を入れ替えるよう忠告される。リックがデビーの家族と共に昼食を取っているとき、彼女の両親のお気に入りである元彼のコールが家を訪れる。コールはエドとテニスの練習をしている最中、彼からデビーとリックの結婚を強力な手法を使って止められないか聞かれ、この結婚に自身も納得できなかったコールは乗り気になる。

## キャスト
| 役名                 | 俳優                           | 日本語吹替 |
| -------------------- | ------------------------------ | ---------- |
| リック・ガスコ       | トム・ハンクス                 | 池田秀一   |
| デビー・トンプソン   | タウニー・キティン             | 土井美加   |
| ジェイ・オニール     | エイドリアン・ズメッド         | 水島裕允   |
| エド・トンプソン     | ジョージ・グリザード           |            |
| トンプソン夫人       | バーバラ・スチュアート         |            |
| コール               | ロバート・プレスコット (俳優)  |            |
| スタン・ガスコ       | ウィリアム・テッパー           |            |
| ティナ・ガスコ       | ウェンディ・ジョー・スパーバー |            |
| ルディ               | バリー・ダイアモンド           |            |
| ゲイリー             | ゲイリー・グロスマン           | 田原アルノ |
| ライコ               | マイケル・ダディコフ           |            |
| ブラッド・モーレン   | ブラッドフォード・バンクロフト | 江原正士   |
| ボビー               | トレイシー・スミス             | 小林優子   |
| 本人役（バンド出演） | Angel and the Reruns           |            |

- 日本語吹替：テレビ放送版

## スタッフ
- 監督：ニール・イズラエル（英語版）
- 脚本：ニール・イズラエル、パット・プロフト（英語版）
- 原案：ボブ・イズラエル
- 製作：ボブ・イズラエル、ロン・モーラー、ラジュ・パテル
- 撮影監督：ハル・トラッセル
- 編集：トム・ウォールズ
- 音楽：ロバート・フォーク（英語版）
- 主題歌：オインゴ・ボインゴ

## 続編
24年後にタイトルだけの続編である『バチェラー・パーティ2 最後の貞操ウォーズ』がビデオ映画として製作された。